# Lagkáda (ort i Grekland, Epirus)
Lagkáda (Lagkada) är en ort i Grekland.   Den ligger i prefekturen Nomós Ioannínon och regionen Epirus, i den nordvästra delen av landet, 300 km nordväst om huvudstaden Aten. Lagkáda ligger 1 089 meter över havet och antalet invånare är 124.
Terrängen runt Lagkáda är bergig åt nordväst, men åt sydost är den kuperad. Runt Lagkáda är det mycket glesbefolkat, med 6 invånare per kvadratkilometer. Närmaste större samhälle är Aetomilítsa, 10,9 km norr om Lagkáda. I omgivningarna runt Lagkáda växer i huvudsak blandskog.